# Dolichopus alacer
Dolichopus alacer är en tvåvingeart som beskrevs av Van Duzee 1921. Dolichopus alacer ingår i släktet Dolichopus och familjen styltflugor. Inga underarter finns listade i Catalogue of Life.